# Defibrillator

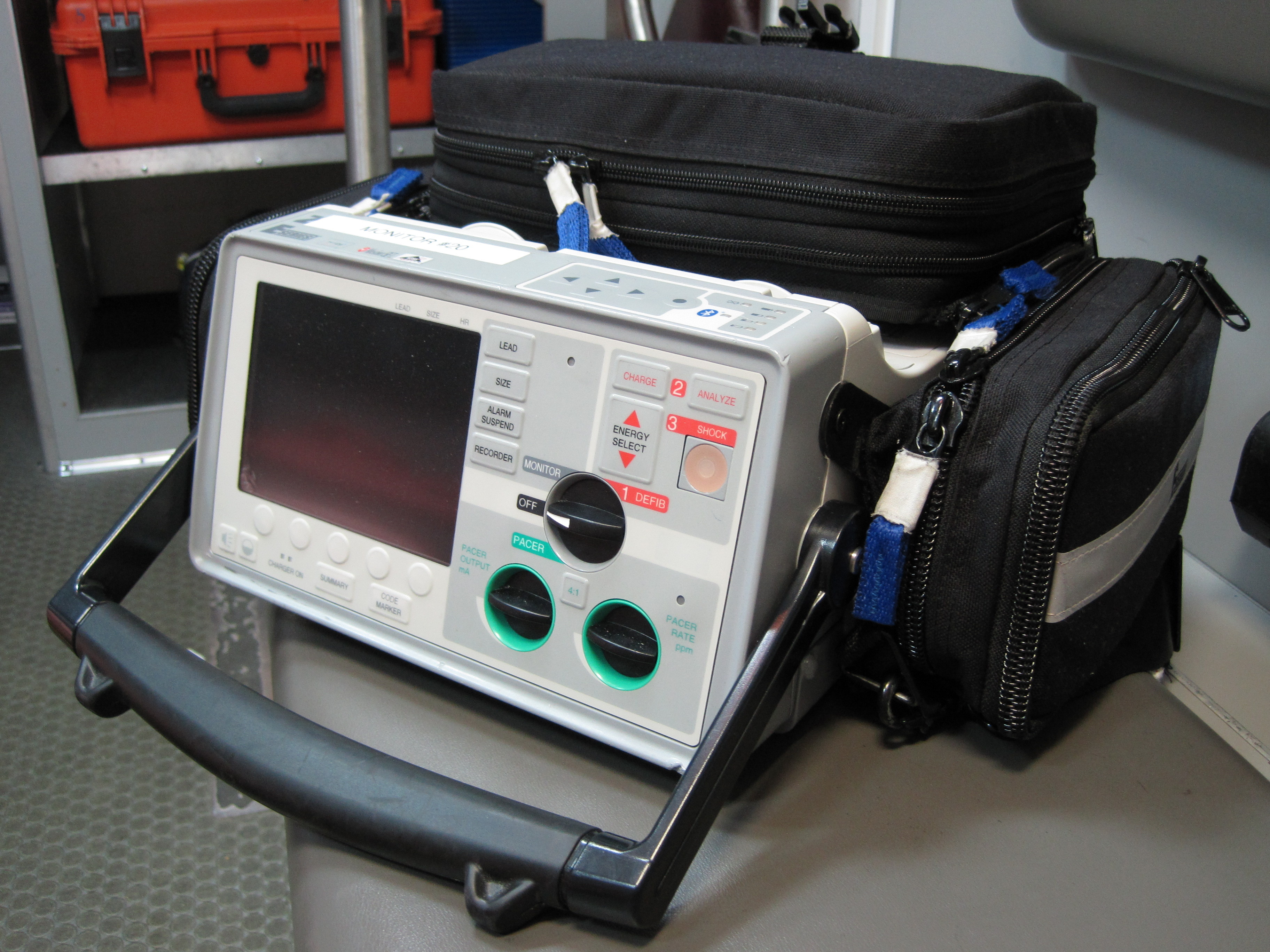
Een defibrillator voor professioneel gebruik met geavanceerde functies die niet aanwezig zijn bij een AED.

Een defibrillator is een apparaat waarmee men door het toedienen van een elektrische schok het hart van een bewusteloze patiënt kan laten stoppen met fibrilleren, waardoor het opnieuw in een normaal ritme wordt gebracht. De defibrillator werd in 1932 uitgevonden door William Kouwenhoven.

## Mechanisme
Defibrilleren lukt alleen als de patiënt bewusteloos is ten gevolge van bepaalde ritmestoornissen (ventrikelfibrilleren of ventrikeltachycardie zonder pols). Bij een normale geleiding kan het effect averechts zijn. Moderne defibrillatoren kunnen dit onderscheid echter zelf maken en zullen geen schok afgeven als het hart niet  aan het ventrikelfibrilleren of in een ventrikeltachycardie is. De werking berust erop dat door de geforceerde ontlading door het hart heen alle spiercellen tegelijk worden gedepolariseerd, waarna ze allemaal ook even tegelijk refractair zijn, zodat de normale regelmechanismen de kans krijgen zich weer te doen gelden.

## Techniek van het defibrilleren
De borstkas van de patiënt wordt ontbloot, waarna twee gelpads op de huid worden gelegd, een rechts van het borstbeen (vlak onder het sleutelbeen), de andere aan de linker thoraxzijkant, zodat het hart zo veel mogelijk tussen de elektroden in komt te liggen. De bedoeling is dat de elektrische stroom zo veel mogelijk door het hart loopt. In plaats van gelpads wordt ook wel een elektrisch geleidende gelei gebruikt. Het doel is de weerstand tussen de elektroden en de huid te minimaliseren. De beide paddels (elektroden) van de defibrillator worden van het apparaat afgenomen en na een knopdruk wordt de in het apparaat aanwezige hoogspanningscondensator opgeladen, meestal tot maximaal 200 of 360 joule (afhankelijk van het type pulsvorm waarmee de energie aan de patiënt wordt toegediend). De paddels worden op de gelpads geplaatst en aangedrukt, waarna de defibrillerende hulpverlener controleert of er geen andere (reanimerende) helpers contact met de patiënt hebben. Als niemand anders kans loopt op een schok, drukt hij de daarvoor bedoelde knoppen op beide paddels tegelijk in, waarna de condensator zich door het lichaam van de patiënt ontlaadt.
Defibrillatoren zijn aanwezig op veel plaatsen waar men geregeld met hartritmestoornissen of bewusteloze patiënten te maken krijgt, b.v. spoedeisende hulp, hartafdelingen, brandweer- en ziekenauto's.

## Implanteerbare defibrillator
Voor patiënten die een sterk verhoogd risico op fatale ritmestoornissen hebben, bestaan er ook implanteerbare defibrillatoren (ICD, implanteerbare cardioverter-defibrillator).

## Ander gebruik
Naast het gebruik in noodsituaties wordt de defibrillator ook wel gebruikt voor cardioversie, waarbij getracht wordt een specifieke ritmestoornis (boezemfibrilleren) om te zetten naar een normale regelmatige hartslag (sinusritme). De hierbij afgegeven stroomsterkte is instelbaar en meestal lager dan voor ventrikelfibrilleren.

## Risico's
Bij hoge vermogens zoals die voor reanimatie worden gebruikt (200 tot 360 joule) bestaat de kans op brandwonden, indien de elektroden niet op zorgvuldige wijze worden aangebracht. Ook dient de hulpverlener op te passen zichzelf of andere hulpverleners geen schok toe te dienen, daarom roept men: "Bed los!" als waarschuwing dat de defibrillator zijn lading gaat lossen.

## AED
De meeste defibrillatorfabrikanten hebben inmiddels ook een defibrillator op de markt gebracht die speciaal voor niet-professionals is ontwikkeld. Deze defibrillatoren, de zogenaamde AED's (= Automatic External Defibrillator, ook wel PAD = Public Access Defibrillator) vinden inmiddels hun weg naar bedrijven, sportcentra, vliegvelden, winkelcentra en andere min of meer publieke locaties. Ook particulieren kunnen een AED aanschaffen.
Voor thuisgebruik zijn er volautomatische en semiautomatische AED's.
Bij de volautomaat hoef je niet zelf de knop in te drukken. Bij de semi-automaat moet er wel nog op een knopje gedrukt worden om de uiteindelijke schok toe te dienen. Over het al dan niet beter zijn van semi- of volautomatische AED's bestaat geen consensus.
Veelal zeggen voorstanders van semi-automaten dat ze sneller werken en bovendien de kans sterk verkleinen dat iemand het slachtoffer aanraakt op het moment van de schok. Volautomaten zouden dan weer de 'drempel' om op een knop te drukken wegnemen.